# Walsura sarawakensis
Walsura sarawakensis är en tvåhjärtbladig växtart som beskrevs av T.P. Clark. Walsura sarawakensis ingår i släktet Walsura och familjen Meliaceae. Inga underarter finns listade i Catalogue of Life.